# パシフィック・ディビジョン (NHL)
パシフィック・ディビジョン(Pacific Division)はNHL、ウェスタン・カンファレンスの地区の一つ。

## 現在の所属チーム
2013-14シーズンからNHLはカンファレンス編成を2つのディビジョンに再編され、2021-22シーズンからは次の8チームが所属している。
- アナハイム・ダックス
- カルガリー・フレームス
- エドモントン・オイラーズ
- ロサンゼルス・キングス
- サンノゼ・シャークス
- シアトル・クラーケン
- バンクーバー・カナックス
- ベガス・ゴールデンナイツ

## チーム別優勝回数
| チーム                   | 優勝回数 | 最近優勝したシーズン |
| ------------------------ | -------- | -------------------- |
| アナハイム・ダックス     | 6        | 2017                 |
| サンノゼ・シャークス     | 6        | 2011                 |
| ダラス・スターズ         | 5        | 2006                 |
| ベガス・ゴールデンナイツ | 4        | 2025                 |
| カルガリー・フレームス   | 4        | 2022                 |
| コロラド・アバランチ     | 3        | 1998                 |
| アリゾナ・コヨーテズ     | 1        | 2012                 |
| バンクーバー・カナックス | 1        | 2024                 |
| エドモントン・オイラーズ | -        | -                    |
| ロサンゼルス・キングス   | -        | -                    |
| シアトル・クラーケン     | -        | -                    |